# 基島䲗
基岛䲗（学名：Callionymus kaianus）为䲗科䲗屬的鱼类，俗名马尾丝、泉仔。分布于日本南部、新几内亚附近的基群岛、印度马拉巴尔岛、东非的群给巴尔等处的海内、台湾岛以及中国南海等海域。该物种的模式产地在卡伊群岛。